# 金子雅和
金子 雅和（かねこ まさかず、1978年1月24日 - ）は、日本の映画監督。

## 人物・来歴
東京都出身。青山学院大学国際政治経済学部卒業。大学在学中に古道具屋で8mmフィルムカメラを手に入れたことで映画制作にのめり込むようになり、イメージフォーラム映像研究所の研究生、及び助手として習作的な映像制作を始める。
2003年に映画美学校に入学し、フィクション・コース第7期高等科修了。同校で瀬々敬久監督の指導を受ける。修了制作『すみれ人形』を監督し、2007年の第5回うえだ城下町映画祭 自主制作映画コンテストで審査員賞に当たる大林千茱萸賞を受賞、同作が劇場デビュー作となった。2010年にはWEB配信用企画やMV、自主制作で監督した短編5作を『辺境幻想～金子雅和短編映画集』として公開。
2016年、初長編監督作『アルビノの木』が第6回北京国際映画祭 FORWARD FUTURE（新人監督）部門、第26回ゆうばり国際ファンタスティック映画祭 フォアキャスト部門に正式出品され、テアトル新宿ほかで劇場公開。2017年、ポルトガルで1972年から続いた歴史ある映画祭 Festival Internacional de Cinema da Figueira da Foz の新版である第4回フィゲイラ・フィルム・アートで最優秀長編劇映画賞、最優秀監督賞、最優秀撮影賞の三冠を受賞し、2018年4月には池袋シネマ・ロサで『アルビノの木』以前の短編などを紹介する『金子雅和監督特集』が開催された。
2018年に企画コンペで大賞に選ばれた「花火の夜」を長編化し2021年、第二回長編監督作『リング・ワンダリング』を完成させる。第37回ワルシャワ国際映画祭 コンペティション部門に正式出品が決まり世界初上映、キリスト教関連団体の選考委員が選ぶエキュメニカル賞スペシャルメンションを授与された。第22回東京フィルメックスのメイド・イン・ジャパン部門で日本初上映。第52回インド国際映画祭（ゴア）コンペティション部門に正式出品され、最高賞である金孔雀賞を受賞。日本人監督による同賞受賞は今井正監督『あにいもうと』（1976年）、降旗康男監督『鉄道員（ぽっぽや）』（1999年）に続き史上3人目。
新作長編企画『水虎』が、大友啓史監督などが審査員を務めた第12回京都映画企画市の優秀企画となり、第25回プチョン国際ファンタスティック映画祭の企画部門であるNAFF It Projectに選ばれ、ポスプロ支援権が得られるMocha Chai Awardを受賞。京都映画企画市で得た権利により『水虎』のパイロット版を監督、松竹京都撮影所が制作を担当。同パイロット版は第34回東京国際映画祭 Amazon Prime Video テイクワン賞のファイナリスト作品として世界初上映、第13回京都ヒストリカ国際映画祭で京都凱旋上映された。
文化庁が主催する2021年度「日本映画海外展開支援事業」の映画作家3名に選出され、ユニジャパンの推薦により第72回ベルリン国際映画祭及び併設見本市「ヨーロピアン・フィルム・マーケット」へオンライン派遣される若手日本人映画監督4名のうちの1名に選ばれた。
2023年11月8-12日、セルビアの首都ベオグラードで開催された第10回日本セルビア映画祭に招聘され、『真珠の耳飾りの少女』等のピーター・ウェーバー監督らと共に長編映画部門の国際審査員を務めた。
2024年11月、第三回長編監督作『光る川（英題:River Returns）』がスペインで最も歴史ある映画祭のひとつである第62回ヒホン国際映画祭で世界初上映され、長編3作目までの監督を対象としたRetueyos国際コンペティションで17才～25才のユース審査員が選ぶ最優秀長編映画賞を受賞。シッチェス、ブリュッセルと並び世界三大ファンタスティック映画祭と称される第45回ポルト国際映画祭でオリエントエクスプレス部門(アジア映画部門)最優秀作品賞を受賞。同作は2025年渋谷ユーロスペースほか全国公開が決定。

## 映画作品
監督
- AURA（1998年／短編／8mmフィルム）
- ショウタロウの涙（2000年／短編／16mmフィルム）
- すみれ人形（2008年／映画美学校修了制作）
- 鏡の娘（2008年／短編 ※オムニバス映画『辺境幻想』の一編）
- こなごな（2009年／短編 ※オムニバス映画『辺境幻想』の一編）
- 失はれる物語（2009年／短編 ※オムニバス映画『辺境幻想』の一編）
- It ends slowly in summer（2010年／MV／音楽：Octopod ※オムニバス映画『辺境幻想』の一編）
- 復元師（2010年／短編 ※オムニバス映画『辺境幻想』の一編）
- 逢瀬（2013年／短編）
- 水の足跡（2013年／短編／製作：第2回きりゅう映画祭）

- アルビノの木（2016年）
- リング・ワンダリング（2021年）
- 光る川（英題:River Returns）（2024年）

撮影
- Good Night Caffeine(2015年／安達寛高監督／短編 ※オムニバス映画『ぼくたちは上手にゆっくりできない。』の一編）
- シライサン（2020年／安達寛高監督／製作：松竹）